# Приманыч
Приманыч — посёлок (сельского типа) в Ики-Бурульском районе Калмыкии, административный центр Приманычского сельского муниципального образования. Расположен в 21 км к северо-западу от районного центра посёлка Ики-Бурул.
Основан в 1965 году как центральная усадьба совхоза «Приманычский».

## История
Основан в 1965 году в связи с созданием в соответствии с Указом Верховного Совета Калмыцкой АССР 17 января 1965 года совхоза «Приманычский». Первоначально центральную усадьбу хозяйства предполагалось разместить на ферме в посёлке Шатта, однако впоследствии решили строить у дороги. В том же году была построена восьмилетняя школа с интернатом на 30 человек. В 1968 году школа стала средней. В 1979 году было сдано типовое здание школы на 320 учащихся.
В январе 1989 года совхозу, образованному стараниями Б. Б. Городовикова, распоряжением Совета Министров РСФСР было присвоено имя видного государственного и политического деятеля Калмыкии 1920-х/1930-х годов Анджура Пюрбеевича Пюрбеева.

## Физико-географическая характеристика
Посёлок расположен на северо-западе Ики-Бурульского района, в пределах Ергенинской возвышенности, являющейся частью Восточно-Европейской равнины. Высота над уровнем моря — 143 м. Рельеф местности равнинный. Общий уклон местности с северо-запада на юго-восток. В балке, расположенной к юго-востоку от посёлка имеется пруд
Расстояние до столицы Калмыкии города Элиста составляет 52 км, до районного центра посёлка Ики-Бурул — 21 км. Ближайший населённый пункт посёлок Бага-Бурул расположен в 6,7 км к северо-востоку от Приманыча. Близ посёлка проходит региональная автодорога Элиста — Ики-Бурул — Чолун-Хамур.
Согласно классификации климатов Кёппена-Гейгера тип климата — семиаридный (индекс BSk). Среднегодовая температура воздуха — 9,6 °C, количество осадков — 325 мм. В окрестностях посёлка распространены светлокаштановые почвы различного гранулометрического состава.
В посёлке, как и на всей территории Калмыкии, действует московское время.

## Население
В конце 1980-х в посёлке проживало около 860 человек.
| 2002 | 2010 | 2012 |
| ---- | ---- | ---- |
| 642  | ↗669 | ↗686 |

Национальный состав
Согласно результатам переписи 2002 года большинство населения посёлка составляли калмыки (92 %)

## Экономика
Сельское хозяйство. Растениеводство и животноводство. В 1998 году в связи с переходом экономики на рыночные отношения совхоз им. Пюрбеева был реорганизован в СПК им. А.Пюрбеева, с 2001 года — СПК «Приманычский». В настоящее время на стоянках содержится 3278 овец, 639 голов КРС и 36 лошадей. Уменьшились и объемы производства в земледелии и растениеводстве. Успешно действуют и набирают силу местные фермеры и личные подсобные хозяйства, имеющие солидное поголовье животных.

## Социальная инфраструктура
В посёлке действуют дом культуры и библиотека. Среднее образование жители посёлка получают в Приманычской средней общеобразовательной школе
Медицинское обслуживание обеспечивают фельдшерско-акушерский пункт и расположенная в посёлке Ики-Бурул Ики-Бурульская центральная районная больница.
Посёлок электрифицирован и газифицирован.

## Достопримечательности
- Ступа Просветления. Открыта в ноябре 2013 году. Возведена в центре поселка, близ школы. Ступа Просветления сооружена согласно буддийским канонам. Она призвана создавать защитное поле местности и распространять своё благое влияние на все, что её окружает. Ступа дарит умиротворение и гармонию, счастье и благоденствие всему окружающему пространству, всем живым существам. Открыта в 2011 году[11].